# Aire d'attraction de Mulhouse
L'aire d'attraction de Mulhouse est un zonage d'étude défini par l'Insee pour caractériser l’influence du pôle composée de Mulhouse, Wittenheim, Illzach, Kingersheim, Lutterbach, Pfastatt, Richwiller, Riedisheim, Brunstatt-Didenheim et Rixheim sur les communes environnantes. Elle comptait 408 968 habitants en 2021. Elle correspond plus précisément à l'aire métropolitaine de Mulhouse, le concept d'aire d'attraction des villes étant l'appellation française pour désigner les aires métropolitaines. Publiée en octobre 2020, elle se substitue à l'aire urbaine de Mulhouse, qui comportait 60 communes dans le zonage de 2010.

## Définition
L'aire d'attraction d'une ville est composée d’un pôle, défini à partir de critères de population et d’emploi ainsi que d’une couronne constituée des communes dont au moins 15 % des actifs travaillent dans le pôle. Le pôle d’attraction constitue ainsi un point de convergence des déplacements domicile-travail,.

## Géographie
L’aire d'attraction de Mulhouse est une aire inter-régionale qui comporte 132 communes : 131 situées dans le Haut-Rhin et 1 dans le Territoire de Belfort (Lachapelle-sous-Rougemont). 

### Carte

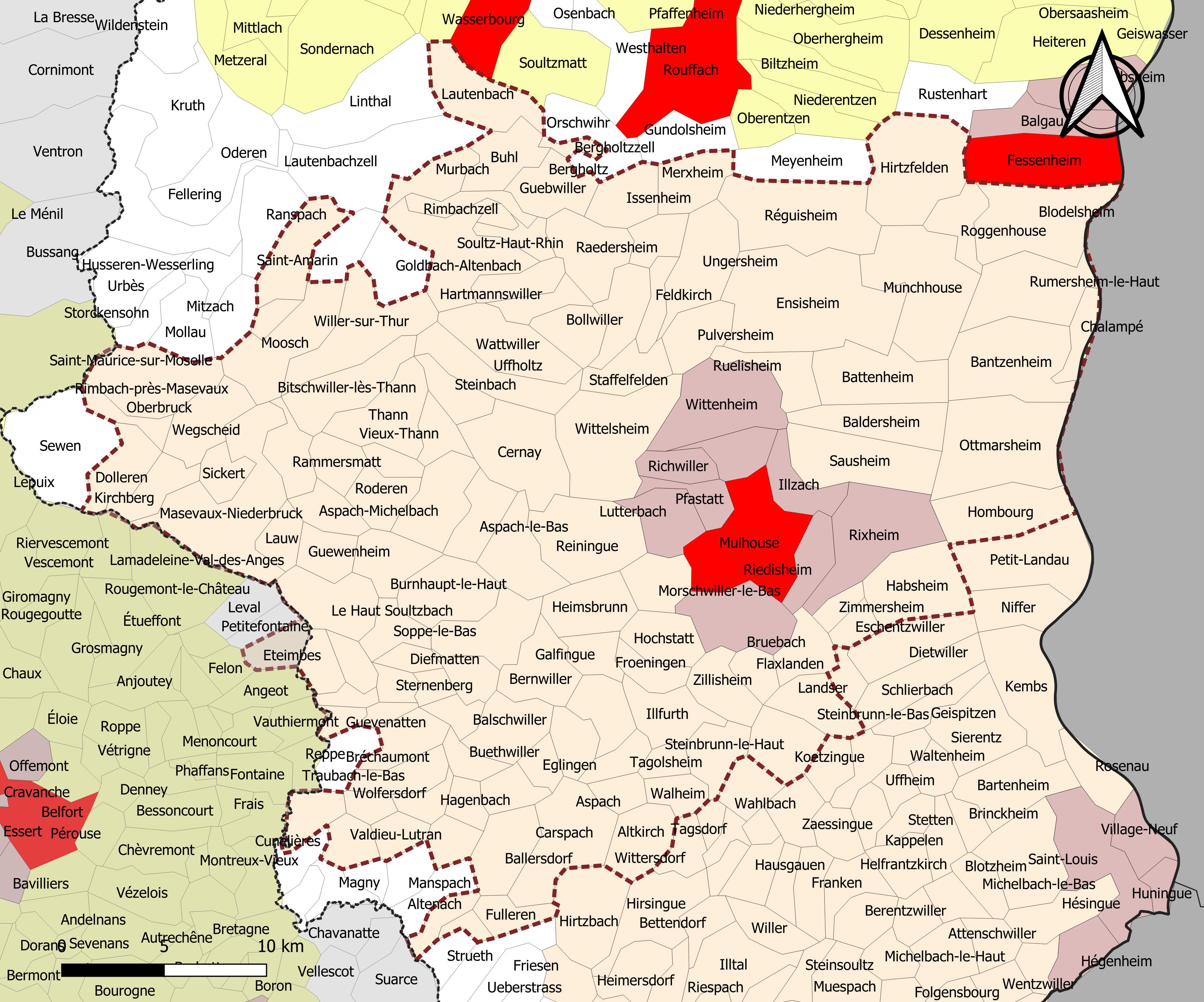
Carte de l'aire d'attraction de Mulhouse.
Commune-centre
Commune du pôle principal
Commune de la couronne

### Composition communale
| Catégorie                  | Département           | Communes | Communes |
| Catégorie                  | Département           | Nombre   | Libellé |
| -------------------------- | --------------------- | -------- | --- |
| Commune-centre             | Haut-Rhin             | 1        | Mulhouse. |
| Communes du pôle principal | Haut-Rhin             | 9        | Brunstatt-Didenheim, Illzach, Kingersheim, Lutterbach, Pfastatt, Richwiller, Riedisheim, Rixheim, Wittenheim. |
| Communes de la couronne    | Haut-Rhin             | 121      | Altkirch, Bernwiller, Aspach, Aspach-le-Bas, Aspach-Michelbach, Baldersheim, Ballersdorf, Balschwiller, Bantzenheim, Battenheim, Bellemagny, Bergholtzzell, Berrwiller, Bitschwiller-lès-Thann, Blodelsheim, Bollwiller, Bourbach-le-Bas, Bourbach-le-Haut, Bretten, Bruebach, Buethwiller, Buhl, Burnhaupt-le-Bas, Burnhaupt-le-Haut, Carspach, Cernay, Chalampé, Chavannes-sur-l'Étang, Dannemarie, Diefmatten, Dolleren, Eglingen, Elbach, Saint-Bernard, Ensisheim, Eschentzwiller, Eteimbes, Falkwiller, Feldkirch, Flaxlanden, Frœningen, Fulleren, Galfingue, Gildwiller, Gommersdorf, Guebwiller, Guevenatten, Guewenheim, Habsheim, Hagenbach, Hartmannswiller, Hecken, Heidwiller, Heimsbrunn, Hirtzfelden, Hochstatt, Hombourg, Illfurth, Issenheim, Jungholtz, Kirchberg, Lautenbach, Lauw, Leimbach, Luemschwiller, Valdieu-Lutran, Malmerspach, Masevaux-Niederbruck, Mertzen, Merxheim, Moosch, Morschwiller-le-Bas, Le Haut Soultzbach, Munchhouse, Murbach, Oberbruck, Ottmarsheim, Pulversheim, Raedersheim, Rammersmatt, Réguisheim, Reiningue, Retzwiller, Rimbach-près-Guebwiller, Rimbach-près-Masevaux, Rimbachzell, Roderen, Roggenhouse, Ruelisheim, Rumersheim-le-Haut, Saint-Amarin, Saint-Cosme, Saint-Ulrich, Sausheim, Schweighouse-Thann, Sentheim, Sickert, Soppe-le-Bas, Soultz-Haut-Rhin, Spechbach, Staffelfelden, Steinbach, Steinbrunn-le-Bas, Steinbrunn-le-Haut, Sternenberg, Tagolsheim, Thann, Traubach-le-Bas, Traubach-le-Haut, Uffholtz, Ungersheim, Vieux-Thann, Walheim, Wattwiller, Wegscheid, Willer-sur-Thur, Wittelsheim, Wolfersdorf, Wuenheim, Zillisheim, Zimmersheim. |
| Communes de la couronne    | Territoire de Belfort | 1        | Lachapelle-sous-Rougemont. |

## Démographie
Cette aire est catégorisée dans les aires de 200 000 à moins de 700 000 habitants, une catégorie qui regroupe 23,6 % de la population au niveau national,.